# Jörg Bergmeister

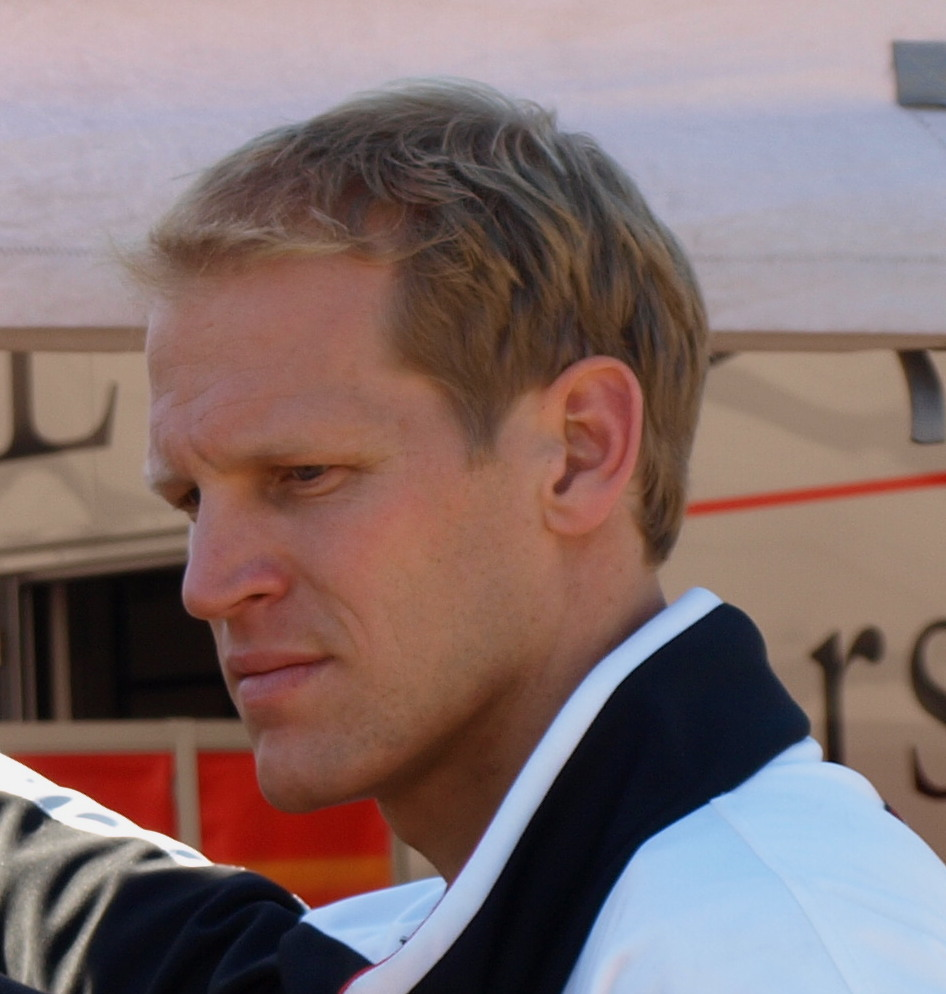
Jörg Bergmeister en Petit Le Mans 2008.

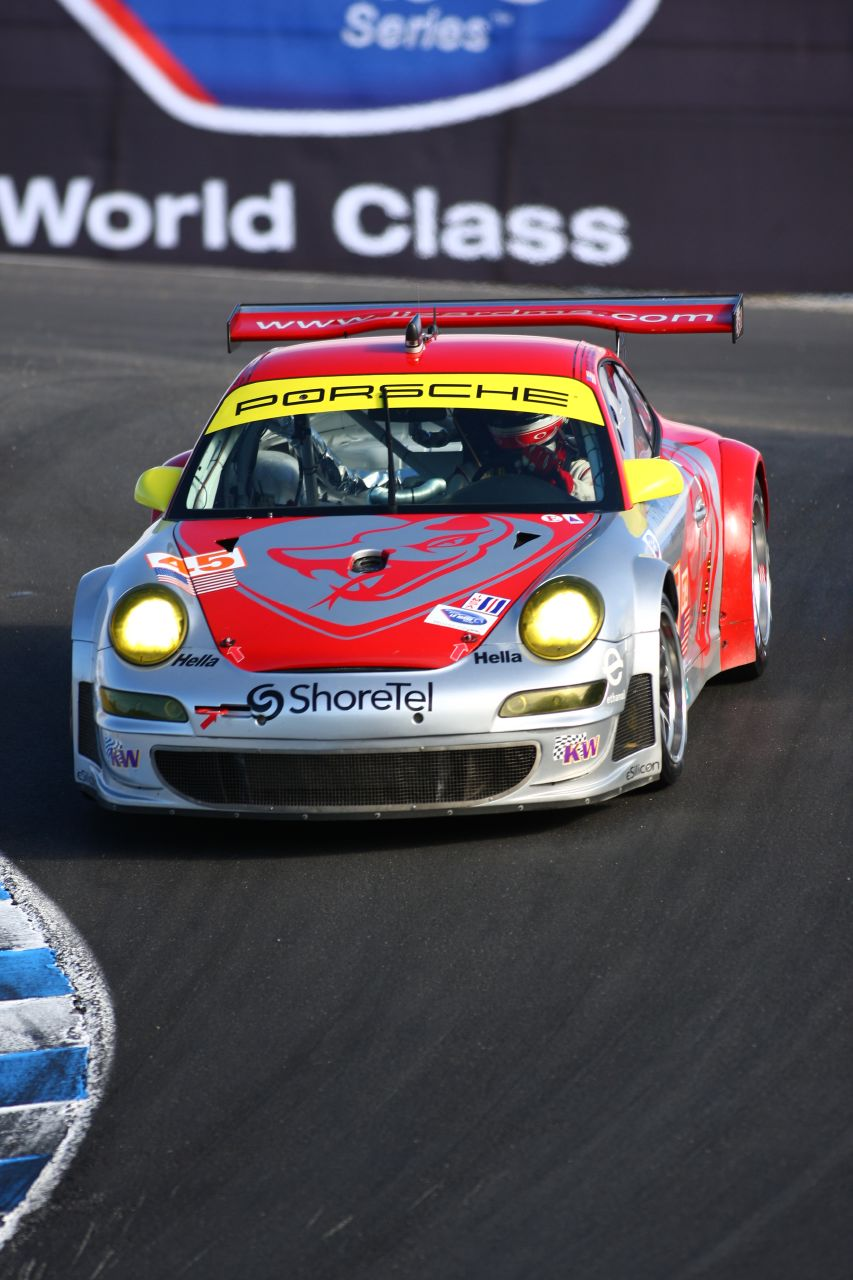
Jörg Bergmeister en la curva Sacacorchos de Laguna Seca en la última fecha de la American Le Mans Series en 2008, año en que ganó los títulos de pilotos y equipos.

Jörg Bergmeister (Leverkusen, Alemania, 13 de febrero de 1976) es un piloto de automovilismo de velocidad alemán que se ha destacado en gran turismos y sport prototipos. Obtuvo títulos de pilotos en la American Le Mans Series en 2005, 2006, 2008, 2009 y 2010, todas ellas con Porsche, y en la Grand-Am Rolex Sports Car Series en 2006. Asimismo, ganó de manera absoluta las 24 Horas de Daytona de 2003 y las 24 Horas de Spa de 2010, y consiguió victorias de clase en las 24 Horas de Le Mans de 2004, las 24 Horas de Daytona de 2002 y 2009, las 12 Horas de Sebring de 2005, 2008 y 2014, y la Petit Le Mans de 2003, 2005, 2006 y 2007.

## Ascenso en el automovilismo
Compitió en la Fórmula König en 1992 y 1993, donde resultó tercero y primero respectivamente. En 1994 corrió en la Fórmula Renault Alemana y en 1995 fue subcampeón de la Fórmula Opel. Bergmeister pasó a correr en gran turismos en 1996 al disputar la Copa Porsche Carrera Alemania, donde quedó séptimo. En 1997 retornó a los monoplazas y resultó sexto en la Fórmula Opel Europea.
Bergmeister volvió a la Copa Porsche Carrera Alemania, donde fue noveno, tercero, campeón y subcampeón en 1998 a 2001. En 2000 y 2001, también compitió en la Supercopa Porsche, que finalizó sexto en su primer año y campeón en el segundo.

## Primeros éxitos con Porsche (2002-2004)
Su actuación en dichas monomarcas motivó que Porsche lo contratara como piloto oficial en 2002. Así, se mudó a América del Norte junto con su ex rival Timo Bernhard a competir en la American Le Mans Series con un Porsche 911 de la clase GT del equipo de Alex Job. Ese año ganó una carrera, quedó cuarto en el campeonato de pilotos, y Alex Job ganó el título de equipos. También venció en las 24 Horas de Daytona en la clase GT con un Porsche 911 de The Racer's Group, y llegó segundo en las 24 Horas de Le Mans en la clase GT con un Porsche 911 de Freisinger.
En 2003, Bergmeister y Bernhard ganaron tres carreras para Alex Job, entre ellas Petit Le Mans. Así, quedaron terceros en el campeonato de pilotos, por detrás de sus compañeros de equipo Sascha Maassen y Lucas Luhr. Bergmeister además repitió victoria en las 24 Horas de Daytona con idéntica tripulación que en 2002, que fue absoluta tras problemas de los prototipos. Berhnard ganó cuatro carreras de la ALMS en 2004, pero debió conformarse con el cuarto puesto en el campeonato porque debió ausentarse en las 12 Horas de Sebring y Bernhard se llevó el triunfo y más tarde el cetro. Asimismo, venció en las 24 Horas de Le Mans en un Porsche 911 de White Lightning, junto con Maassen y Patrick Long.

## Doble trabajo en ALMS y Grand-Am (2005-2007)
Bergmeister pasó de Alex Job a Petersen/White Lightning para 2005, siempre con un Porsche 911 de la renombrada clase GT2, y tuvo como compañero de butaca a Long. Ganaron cinco fechas de diez, entre ellas las 12 Horas de Sebring y Petit Le Mans, y se llevaron ambos títulos; además arribaron segundo en las 24 Horas de Le Mans, con Bernhard como tercer piloto. Por otra parte, corrió en la Grand-Am Rolex Series en un Riley-Pontiac de la clase Prototipos de Daytona por el equipo The Racer's Group, con el cual ganó una carrera y concluyó séptimo en el campeonato. En 2006, Bergmeister trabajó a doble turno con gran éxito. Fue campeón de GT2 de la ALMS corriendo con Long para Petersen/White Lightning con tres conquistas, entre ellas Petit Le Mans; y de la clase DP de la Grand-Am Rolex Series para Krohn con tres victorias y Colin Braun como compañero de butaca en la mayor parte de las fechas. Como contracara, abandonó en las 24 Horas de Le Mans para White Lightning Krohn.
Para 2007, el alemán pasó al equipo Flying Lizard de la American Le Mans Series, también con un Porsche 911 de GT2, para reemplazar a Wolf Henzler como compañero de butaca de Johannes van Overbeek. Ganaron Petit Le Mans y dos carreras, pero Mika Salo y Jaime Melo Jr. fueron superiores con su Ferrari y los dejaron como escoltas en ambos títulos. Por otra parte, corrió en la Grand-Am Rolex Series para Alex Job con un Crawford-Porsche de la clase DP, donde resultó 18.º con una victoria, y abandonó en las 24 Horas de Le Mans para Flying Lizard.

## Éxitos en ALMS (2008-presente)
Bergmeister volvió a centrarse en la ALMS para 2008. Con Wolf Henzler como compañero de butaca en Flying Lizard, vencieron en cuatro carreras, incluidas las 12 Horas de Sebring, y conquistaron los títulos de pilotos y equipos. No obstante, volvió a las 24 Horas de Daytona, donde quedó 19.º con un Porsche 911 de la clase GT, y llegó sexto en la clase GT2 en las 24 Horas de Le Mans para Flying Lizard.
Con su tercer compañero de butaca distinto en tres temporadas, Patrick Long, Bergmeister ganó seis de diez carreras de la ALMS en 2009 y defendieron los títulos. Asimismo, ganó las 24 Horas de Daytona en la clase GT para The Racer's Group; abandonó en las 24 Horas de Le Mans para Flying Lizard; disputó tres fechas del Campeonato FIA GT para Trackspeed en la clase GT2; y llegó octavo en las 24 Horas de Nürburgring para Mühlner, esta vez en la clase GT3 pero siempre en un Porsche 911.
Con cuatro victorias en nueve, Bergmeister y Long repitieron coronas en la ALMS en 2010. Por otra parte, llegó segundo en las 24 Horas de Daytona, nuevamente en un Porsche 911 de The Racer's Group; abandonó en las 24 Horas de Le Mans para Flying Lizard en GT2; ganó las 24 Horas de Spa para BMS Scuderia Italia en GT2; y corrió una fecha de la Copa Intercontinental Le Mans en un Porsche 911 híbrido, venciendo a los demás gran turismos con propulsión tradicional.
En 2011, los BMW dominaron la American Le Mans Series en la clase GT. Bergmeister y Long con su Porsche rescataron una victoria y dos segundos puestos como mejores resultados, que les permitieron quedar séptimos en el campeonato de pilotos y terceros en el de equipos. No obstante, el segundo puesto en Petit Le Mans puntuó como victoria en la ALMS, ya que los ganadores eran competidores de la Copa Intercontinental Le Mans. Además, llegaron sextos en las 24 Horas de Le Mans, utilizando como tercer piloto a Lucas Luhr. Bergmeister también disputó las 24 Horas de Le Mans en un Riley-Porsche de Flying Lizard, también junto a Long.
Bergmeister y Long cosecharon una victoria y cuatro podios en la American Le Mans Series 2012 para Flying Lizard, por lo que resultaron octavos en el campeonato de pilotos de GT y terceros en el campeonato de equipos. Con Marco Holzer como tercer piloto, abandonaron en las 24 Horas de Le Mans para Flying Lizard. Bergmeister también corrió las 24 Horas de Daytona con un Porsche 911 junto a Long, Mike Rockenfeller y Seth Neiman donde llegaron a 21 vueltas del ganador de la clase GT.
Porsche retiró el apoyo oficial a Flying Lizard en 2013, e ingresó al Campeonato Mundial de Resistencia con el nuevo Porsche 911 con la colaboración de Manthey, por lo que Bergmeister corrió la temporada completa junto a Patrick Pilet. Logró cinco podios, entre ellos un segundo puesto en las 24 Horas de Le Mans con Bernhard como tercer piloto. Por tanto, quedó octavo en el campeonato de pilotos y tercero en el de equipos. También disputó las 24 Horas de Nürburgring con Manthey junto a Richard Lietz, Marco Holzer y Nick Tandy, las 24 Horas de Spa con el equipo Pro GT junto a Bernhard y Nicolas Lapierre, y las 24 Horas de Daytona con The Racer's Group, acompañado de Dominik Farnbacher y dos norteamericanos.

## Resultados

### Campeonato Mundial de Resistencia de la FIA
(Clave) (negrita indica pole position) (cursiva indica vuelta rápida)

| Año     | Escudería               | Clase     | Automóvil       | 1   | 2   | 3   | 4   | 5   | 6   | 7   | 8   | Pos. | Puntos | Ref.  |
| ------- | ----------------------- | --------- | --------------- | --- | --- | --- | --- | --- | --- | --- | --- | ---- | ------ | ----- |
| 2013    | Porsche AG Team Manthey | LMGTE Pro | Porsche 911 RSR | SIL | SPA | LMS | SÃO | COA | FUJ | SHA | BHR | 6.º  | 99.5   | [ 1 ] |
| 2013    | Porsche AG Team Manthey | LMGTE Pro | Porsche 911 RSR | 7   | Ret | 2   | 3   | 9   | 3   | 3   | 2   | 6.º  | 99.5   | [ 1 ] |
| 2014    | Porsche Team Manthey    | LMGTE Pro | Porsche 911 RSR | SIL | SPA | LMS | COA | FUJ | SHA | BHR | SÃO | 6.º  | 99     | [ 2 ] |
| 2014    | Porsche Team Manthey    | LMGTE Pro | Porsche 911 RSR | 2   | 2   | 11  | 4   | 4   | 2   | 4   | 6   | 6.º  | 99     | [ 2 ] |
| 2015    | Porsche Team Manthey    | LMGTE Pro | Porsche 911 RSR | SIL | SPA | LMS | NÜR | COA | FUJ | SHA | BHR | 23.º | 12     | [ 3 ] |
| 2015    | Porsche Team Manthey    | LMGTE Pro | Porsche 911 RSR | 5   |     |     |     |     |     |     |     | 23.º | 12     | [ 3 ] |
| 2018-19 | Team Project 1          | LMGTE Am  | Porsche 911 RSR | SPA | LMS | SIL | FUJ | SHA | SEB | SPA | LMS | 1.º  | 151    | [ 4 ] |
| 2018-19 | Team Project 1          | LMGTE Am  | Porsche 911 RSR | 9   | 3   | 3   | 1   | 2   | 3   | 5   | 1   | 1.º  | 151    | [ 4 ] |